# Ijexá (ritmo)
Ijexá é um ritmo oriundo da cidade de Ilexá, na Nigéria e foi levado para a Bahia pelo enorme contingente de iorubás escravizados que aportou neste estado do final do século XVII até a metade do século XIX.
O ritmo vem sendo executado na música brasileira por artistas diversos tais como Gerônimo, Antônio Carlos e Jocáfi, Gilberto Gil, Caetano Veloso, Clara Nunes, Pepeu Gomes, Moraes Moreira, Edil Pacheco e BaianaSystem.

## Histórico
Música ritualística de origem africana, o ijexá foi levado para o Brasil pelos iorubás escravizados. No Candomblé nagô da Bahia, é fortemente empregado nos cultos religiosos, a exemplo dos dedicados aos orixás Ogum e Xangô, quando em sua origem é dedicado especialmente a Xangô (as exceções em que este toque não se pratica são aqueles dedicados aos orixás de origem jeje: Omulu, Oxumarê e Nanã).
No final do século XIX, o ijexá passou a transcender os rituais do Candomblé e passou às ruas de Salvador por meio dos afoxés: o primeiro deles a desfilar foi no ano de 1895; dali em 1897 outro grupo apresentou-se com o tema "As Cortes de Oxalá" até que em 1922 se deu o primeiro afoxé devidamente organizado e integrando o cortejo do carnaval: o "Afoxé Papai Folia".
Uma das primeiras gravações conhecidas deste gênero musical foi a música Babaô Miloquê, pelo cantor e compositor baiano Josué de Barros acompanhado da Orquestra Victor Brasileira, regida por Pixinguinha, que também foi o arranjador da música lançada no ano de 1930 e anunciada como "batuque africano".
Em seu livro de 1947 "Cancioneiro da Bahia" Caymmi traz, no português da época, a música "Afoché", que provavelmente data de época anterior; foi gravada, contudo, a primeira vez por Vanja Orico em 1964 (sem observar, entretanto, fidelidade ao ritmo no arranjo feito, o que ela fez numa regravação junto ao grupo Quinteto Violado, em 1994) – e no livro, classificando-a como música do folclore, o autor explica que "os dois estribilhos em nagô são legítimos e puros estribilhos dos ‘afochés’ da Bahia”; indo adiante, Caymmi, talvez sob a influência de apropriação do folclore pelo erudito proposta por Mário de Andrade, qualifica a canção como “estranha e bárbara” - apesar de ele próprio vir da Bahia.
O ritmo foi sempre o toque característico do afoxé Filhos de Gandhy que, fundado em 1949, é uma referência na capital baiana para o ijexá; também o cantor Gilberto Gil, responsável pelo fortalecimento deste afoxé, tem toda uma produção em que o ijexá se faz presente.
Em 1985 a minissérie baseada na obra de Jorge Amado Tenda dos Milagres trouxe na sua trilha sonora a composição de Caymmi e ainda os ijexás “É d’Oxum” (de autoria de Gerônimo e Vevé Calasans, gravada originalmente pelo primeiro e na produção televisiva pelo grupo MPB4) e “Eloiá” (“Eloyá”), atribuída como tradicional e gravada por Dhu Moraes, levando ao resto do país o ritmo que, na Bahia, já era uma constante a partir da década de 1960 quando passou a se afirmar como uma "vertente afro na música baiana".
Assim é que, no III Festival de MPB da antiga emissora Record, a cantora Maria Creusa apresentou “Festa no Terreiro de Alaketu”, de Antonio Carlos Marques Pinto, cujo arranjo lembra o ijexá em certo trecho – mas não obteve sucesso e pouco contribuiu para a divulgação do ritmo.
Em 1979 Caetano Veloso gravou "Beleza Pura" no disco Transcendental que alcançou enorme sucesso, e ainda "Badauê", ambos ijexás.

## Características
O ijexá tem por padrão rítmico original a presença de três tambores, agogô (gã) e vozes, com um andamento próprio; além do ritmo em si e do texto no idioma iorubá, o ijexá se compõe também da coreografia, o modo como é dançado, que inclui a forma ritual religiosa, uma "encarnação dramática".
Ao longo do tempo, entretanto, o ritmo passou várias mudanças, fruto da sua assimilação pela cultura do país, de modo que sofreu reduções, adaptações e mudanças "que atingiram a temática, o padrão rítmico, a forma de se cantar, a instrumentação, o sentido de sua realização". Desse modo o ijexá incorporou instrumentos comuns na música popular, como violão e guitarra, bateria, contrabaixo, pandeiro e até piano.
Essa influência e mistura demonstra, também nesse ritmo de matriz africana, a contribuição sócio-musical das comunidades negras para a originalidade e diversidade da música popular brasileira.